# Jean-Louis Servan-Schreiber
Jean-Louis Servan-Schreiber (Boulogne-sur-Seine, 31 de octubre de 1937-28 de noviembre de 2020) fue un periodista y ensayista francés.

## Biografía
Hijo de Émile Servan-Schreiber y hermano de Jean-Jacques Servan-Schreiber, Christiane Collange, y Brigitte Gros, entre otros miembros de su familia dedicados al periodismo y los medios de prensa.
Graduado en Ciencias Políticas en el Instituto de Estudios Políticos de París.
Junto a Jean Boissonnat fundó en 1967 el Grupo Expansion, editor de la revista económica L'Expansion. Su hermano Jean-Jacques tuvo un gran éxito con L'Express, y lo mismo le sucedió a él con esta revista. En 1999, cedió la presidencia del Consejo Supervisor del Grupo Expansion a Eric Licoys, presidente de Havas (propietario del Grupo Expansion), y entonces dejó el grupo.
Pasó a dirigir la revista Psychologies magazine en 1997 por diez años, luego creó la revista CLES en 2010.
Jean-Louis Servan-Schreiber fue autor de diecisiete ensayos.
Falleció el 28 de noviembre de 2020 a los ochenta y tres años debido a la pandemia de COVID-19.

## Obras
- Le Pouvoir d'informer , Robert Laffont (1972). En español: El poder de la información. Dopesa, 1973.[4]
- L'Entreprise à visage humain, Robert Laffont (1973)
- À Mi-vie : l'entrée en quarantaine, Stock (1977)
- Questionnaire pour demain, Ramsay (1977)
- L'Art du temps : le secret des hautes performances , Fayard (1983) En español: El arte del tiempo. Espasa-Calpe, 1985.
- Le Retour du courage, Fayard (1986)  En español: El retorno del coraje. Emecé, 1988.
- Le Métier de patron , Fayard (1990) En español: El oficio de empresario. Salamandra, 1991.
- Le Nouvel Art du temps , Albin Michel (2000) En español: El nueveo arte de vivir el tiempo : contra el esrés. Paidós, 2001.
- Vivre content, Albin Michel (2002)
- Une vie en plus : la longévité, pour quoi faire ? , Seuil (2005), écrit en collaboration avec Joël de Rosnay et François de Closets. En español: Una vida extra. Anagrama, 2006.[5]
- Trop vite ! : pourquoi nous sommes prisonniers du court terme, Albin Michel (2010) ;
- Aimer, quand même, le xxie siècle, Albin Michel (2012)
- Pourquoi les riches ont gagné, Albin Michel (2014)
- C'est la vie, Albin Michel (2015)
- Fragments de lucidité : comment supporter les choses comme elles sont, Fayard (2016)
- L'Humanité, apothéose ou apocalypse ?, Fayard (2017)
- Un certain âge, Albin Michel (2019)
- Avec le temps, Albin Michel (2020)